# Ulica Augustiańska w Krakowie
Ulica Augustiańska – ulica w Krakowie, w dzielnicy I Stare Miasto, na Kazimierzu. Łączy ulicę J. Dietla z ulicą Skawińską. 
Wytyczona została w większości w 1335 roku. Obecna nazwa obowiązuje od 1814 roku. Pierwotna zabudowa ulicy została zniszczona w czasie Potopu szwedzkiego. Obecna pochodzi z przełomu XVIII i XIX wieku. W latach 1883–1889 przebito odcinek od ulicy Meiselsa do Dietla.
Przy tej ulicy znajduje się Kościół św. Katarzyny, Instytut Kultury Chrześcijańskiej im. Piotra Skargi.

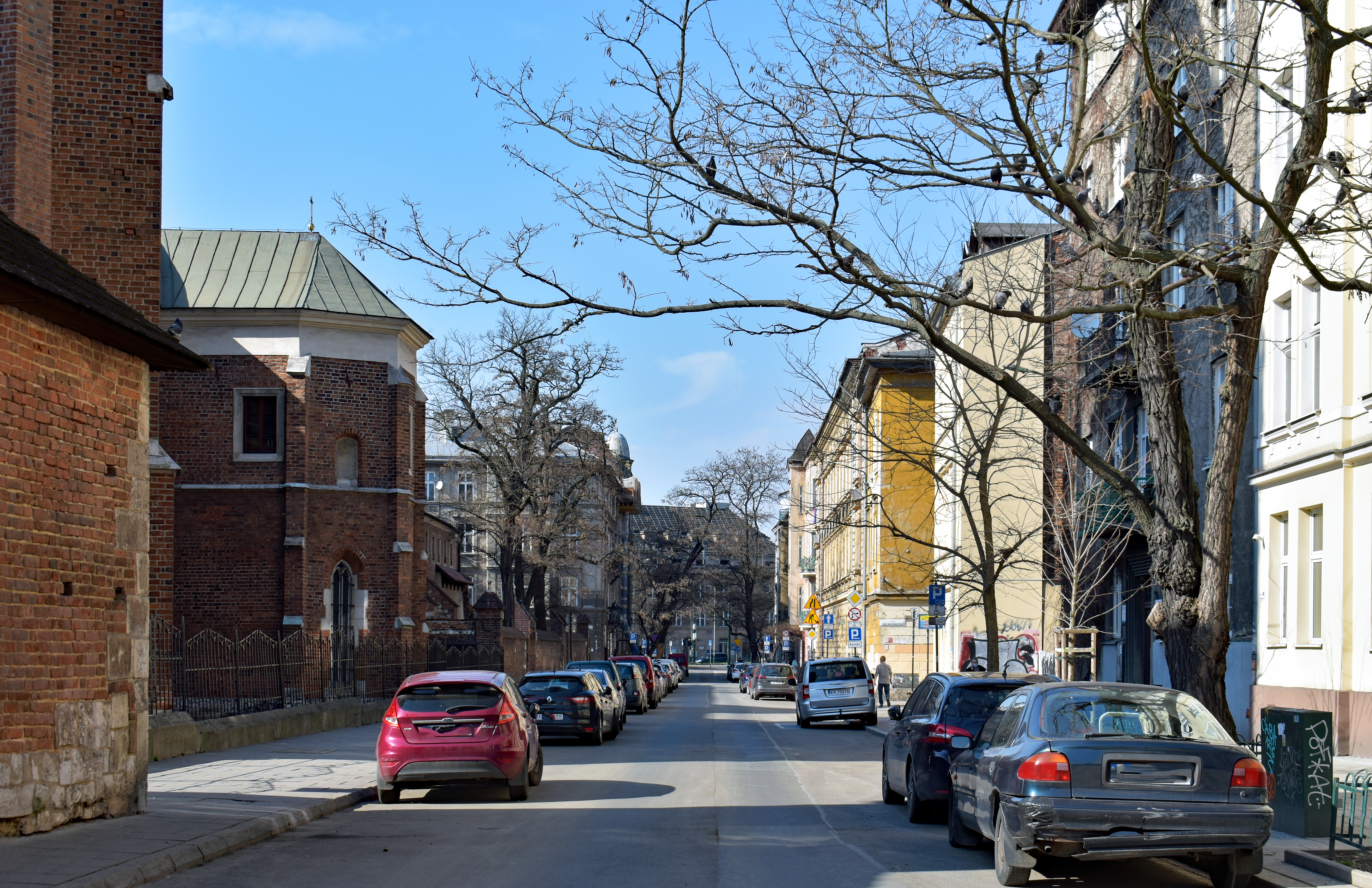
Widok ze skrzyżowania z ul. Skałeczną na północ. Perspektywę zamyka kamienica przy ul. Dietla
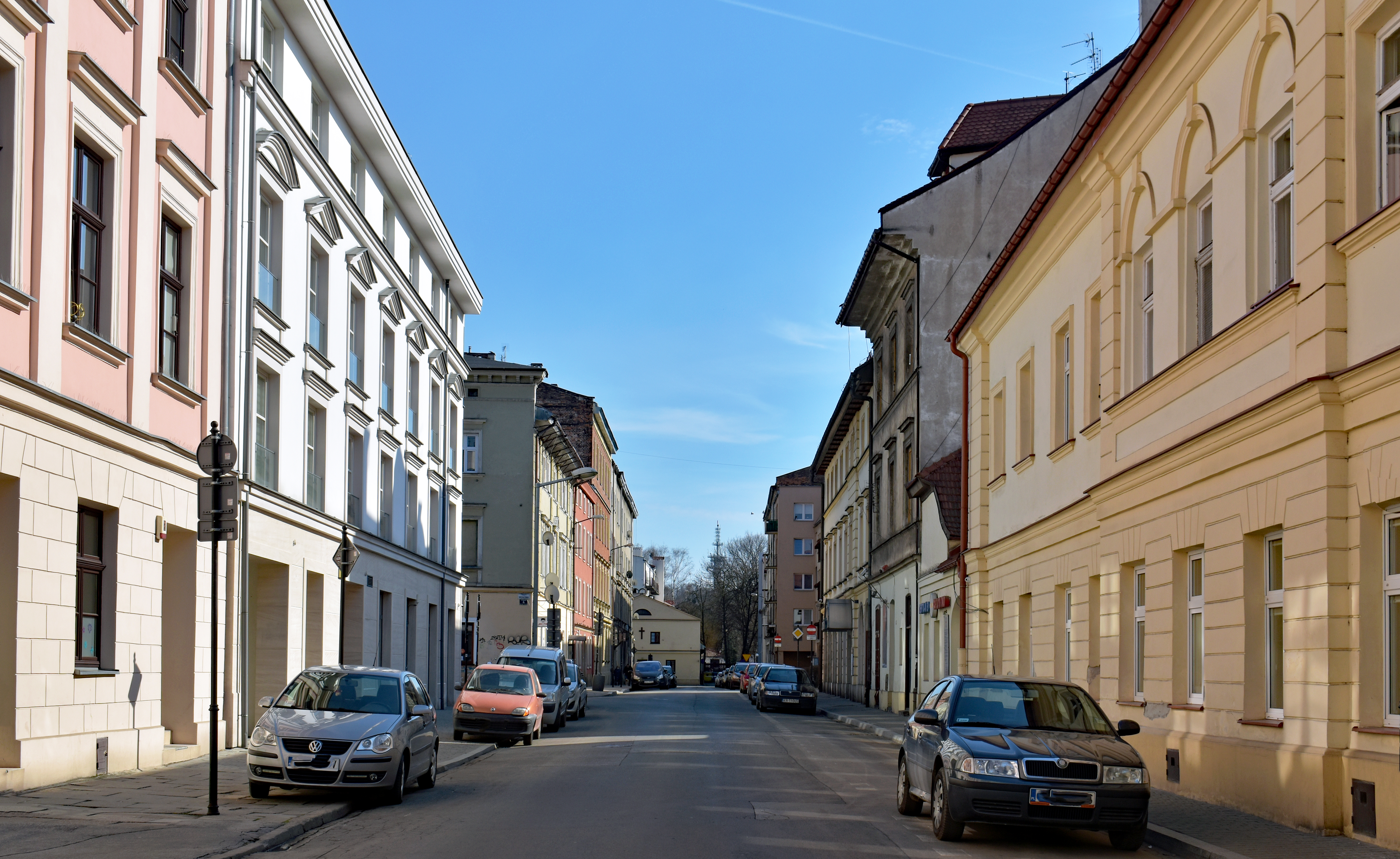
Widok na południe. Perspektywę zamyka budynek kuchni braci albertynów przy ul. Skawińskiej. Na ostatnim planie widoczny maszt SLR Krzemionki.
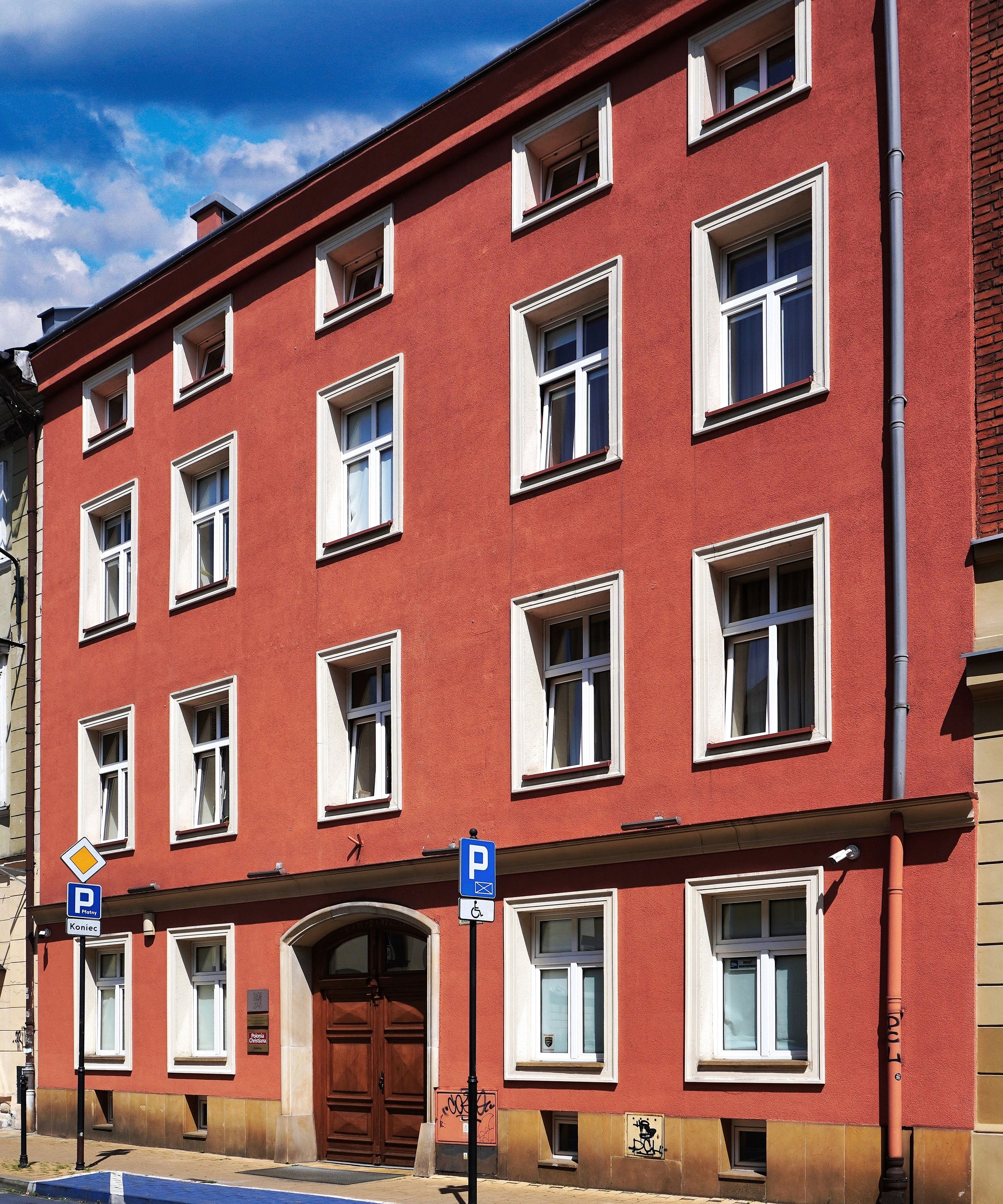
ul. Augustiańska 28 Kamienica (bud. Józef Ertel, 1868)
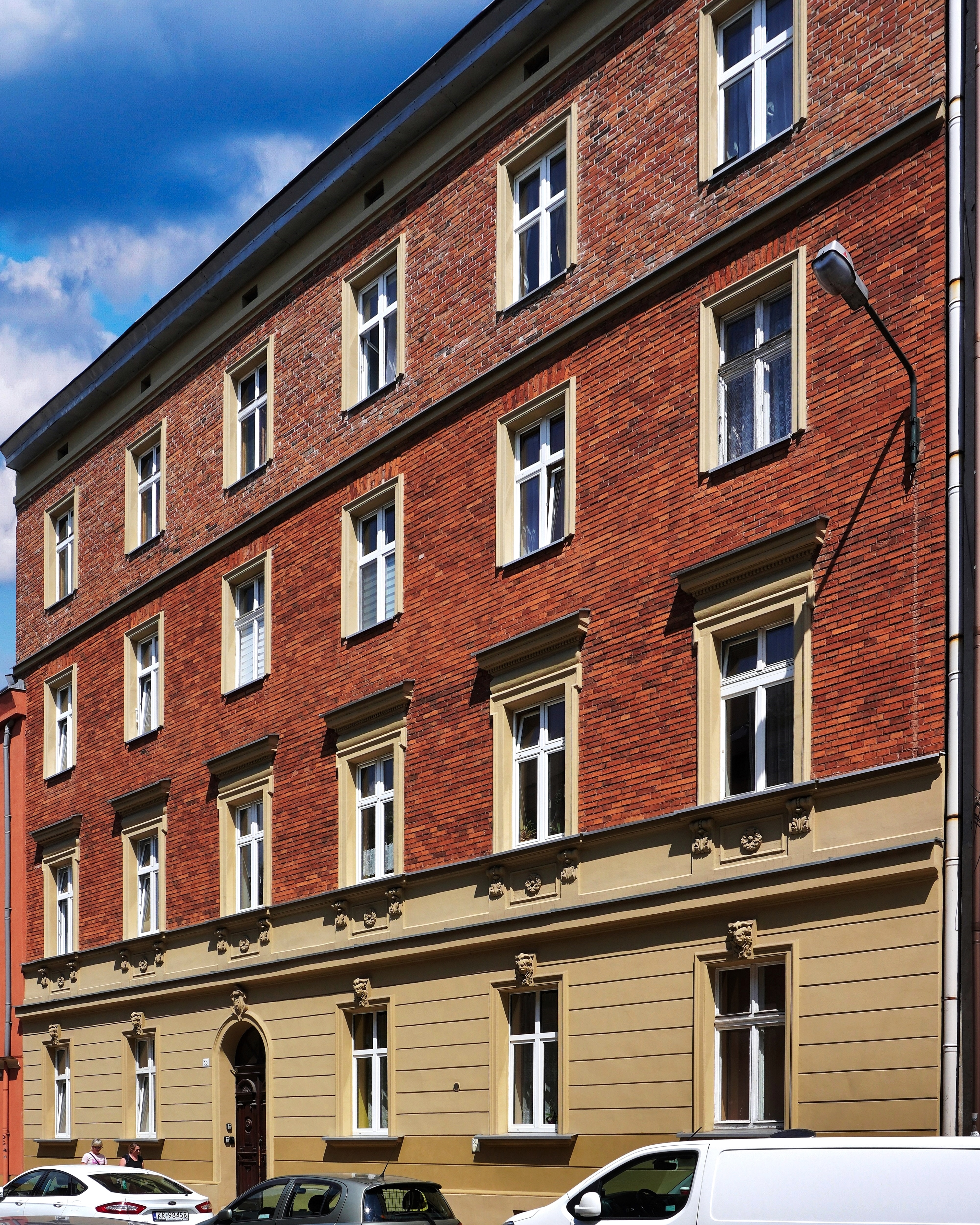
ul. Augustiańska 30 Kamienica (bud. Leopold Tlachna, 1893)

## Obiekty zabytkowe
Opracowane na podstawie listy NID
|  | Zobacz multimedia związane z tematem: Augustiańska 5 |

|  | Zobacz multimedia związane z tematem: Kościół Św. Katarzyny Aleksandryjskiej w Krakowie |

|  | Zobacz multimedia związane z tematem: Klasztor Św. Katarzyny w Krakowie |

|  | Zobacz multimedia związane z tematem: Augustiańska 11 |

|  | Zobacz multimedia związane z tematem: Augustiańska 13 |

|  | Zobacz multimedia związane z tematem: Augustiańska 15 |

|  | Zobacz multimedia związane z tematem: Augustiańska 19 |

|  | Zobacz multimedia związane z tematem: Augustiańska 22 |

|  | Zobacz multimedia związane z tematem: Augustiańska 26 |